# Ópera Holandesa

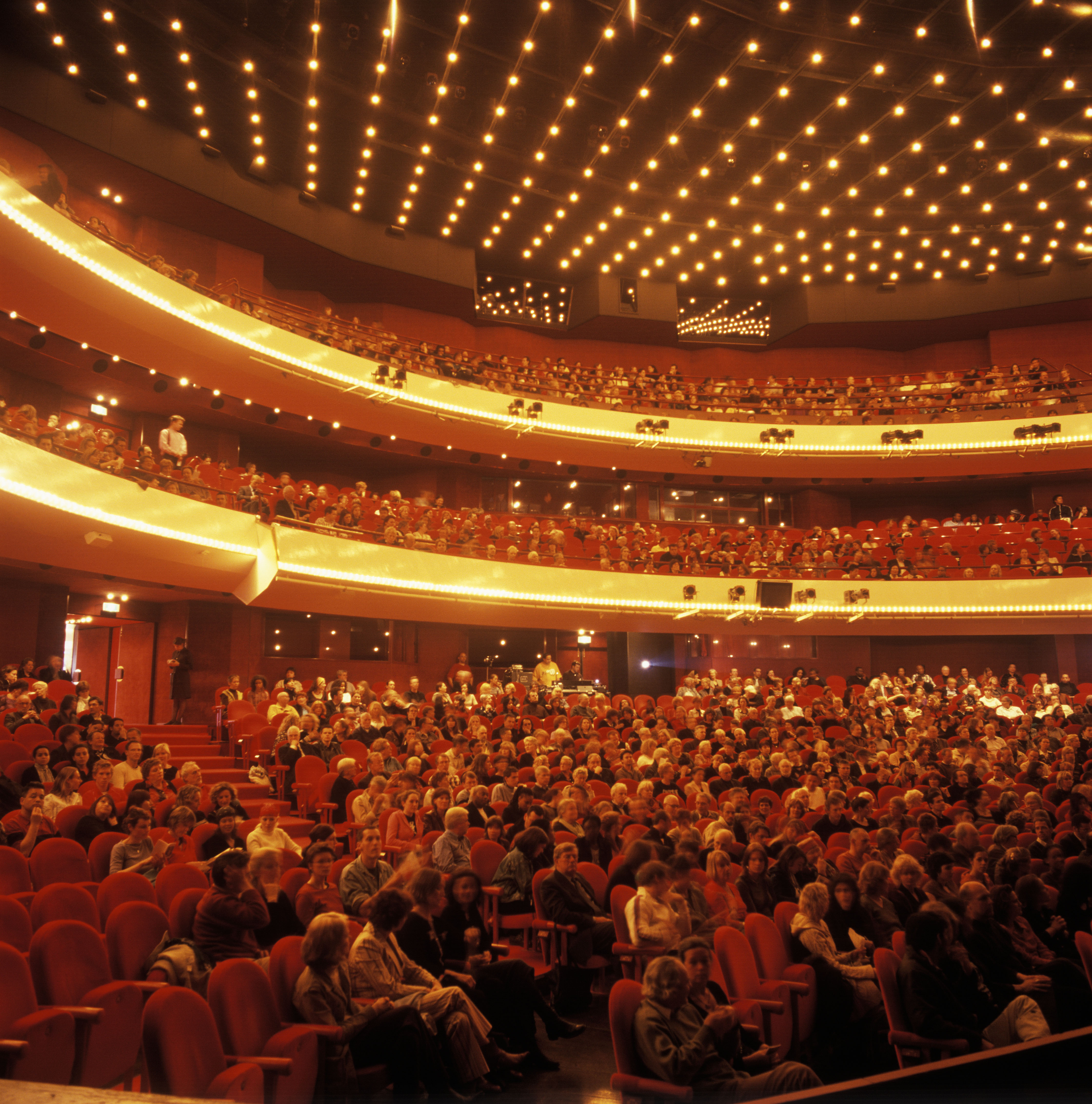
Het Muziektheater

A Ópera Holandesa (em holandês De Nederlandse Opera) é uma companhia de ópera baseada em Amsterdã, Holanda. Sua residência é o Het Muziektheater, uma construção com design moderno, inaugurada em 1986.
A companhia foi fundada logo após o fim da Segunda Guerra Mundial. No período pós-guerra, a orquestra viajou extensivamente pela Holanda e em 1964 foi renomeada para Fundação de Ópera Holandesa (De Nederlandse Operastichting) e começou a convidar solistas e grupos artísticos para cada nova produção. Em 1986 a companhia mudou-se para a nova residência, a Stopera, dividindo espaço com o Balé Nacional Holandês, tornando-se conhecida como Ópera Holandesa.
A companhia tem o seu próprio coral, com sessenta vozes e uma equipe técnica de 260 pessoas. A companhia não tem uma orquestra própria, mas diversas orquestras dos Países Baixos apresentam-se nas produções, como a Orquestra Filarmônica da Holanda, Orquestra de Câmara dos Países Baixos, Orquestra Real do Concertgebouw, Orquestra Filarmônica de Rotterdam, a Orquestra Filarmônica do Rádio da Holanda, o Conjunto Asko e o Conjunto Schönberg.
A Ópera apresenta onze produções por ano, com quase todas as performances esgotadas. As performances são, em grande parte, realizadas no Muziektheater, mas também acontecem no Stadsschouwburg, no Koninklijk Theater Carré e no Westergasfabriek.
Desde 1988, Pierre Audi é o diretor artístico da Ópera. Hartmut Haenchen foi o maestro chefe de 1986 até 1999. De 1999 a 2004, Edo de Waart ocupou o cargo, sendo substituído por Ingo Metzmacher (2005-2008) e em Março de 2009, a companhia anunciou o nome de Marc Albrecht para ser o novo maestro, com um contrato inicial de 4 anos.